# Stenbittjärnen (naturreservat)
Stenbittjärnen är ett naturreservat i Åsele kommun i Västerbottens län.
Området är naturskyddat sedan 2009 och är 91 hektar stort. Reservatet omfattar Bjönbergets norrsluttning ner till och omfattande Stenbittjärnen med omgivande våtmark. Reservatet består av barrskog med inslag av grova lövträd.